# Saint-Étienne-en-Coglès
Saint-Étienne-en-Coglès korábbi község Franciaországban, Ille-et-Vilaine megyében. Lakosainak száma 1853 fő (2018. január 1.). Saint-Étienne-en-Coglès Baillé, Montours, Saint-Germain-en-Coglès, Saint-Hilaire-des-Landes, Saint-Sauveur-des-Landes, La Selle-en-Coglès és Saint-Brice-en-Coglès községekkel határos.
2017. január 1-jén Saint-Brice-en-Coglès korábbi községgel egyesült és az így létrejött Maen Roch új község része lett.

## Népesség
A település népessége az elmúlt években az alábbi módon változott:
| Lakosok száma | 1430 | 1339 | 1422 | 1461 | 1430 | 1694 | 1722 | 1756 | 1824 | 1853 |
|               | 1968 | 1975 | 1982 | 1990 | 1999 | 2011 | 2013 | 2015 | 2017 | 2018 |